# Pius Tyszkiewicz
Pius Tyszkiewicz herbu Leliwa (ur. 1756 w Wilnie, zm. 6 czerwca 1858 w Łohojsku) – hrabia na Łohojsku, marszałek szlachty powiatu borysowskiego.
8 maja 1861 uzyskał potwierdzenie tytułu hrabiowskiego w Rosji.
Syn Felicjana, generała-majora wojsk polskich i N. Mosieckiej. Poślubił Augustę Plater-Broel.
Ojciec Konstantego i Eustachego. Zmarł w wieku 102 lat.